# Hegedűs Béla (építész)
Hegedűs Béla (Nagykanizsa, 1908. november 18. – Budapest, 1992. június 23.) építész, a Magyar Építőművészek Szövetsége alapító tagja. Főként középületeket tervezett.

## Szakmai élete
Szülei Hegedüs Pál biztosítótársasági titkár és Kele Paula. Tanulmányait a nagykanizsai kegyesrendi gimnáziumban végezte, majd a Műegyetemen szerzett építészmérnöki diplomát 1933-ban. 1950-től az agrártudományi egyetem mezőgazdaságtudományi karának meghívott előadója volt.

### Munkahelyei
- 1933–1936 – tervezői gyakornok id. Rimanóczy Gyula–Sinkovics Lajos-féle építészirodában.
- 1936–1947 – Honvédelmi Minisztérium, polgári tervező[4]
- 1947–1948 – Országos Házépítő Szövetkezet (OHÉSZ) tervezési osztályvezető
- 1948–1953 – AMTI, majd jogutód KÖZÉPTERV (Közlekedési Épületeket Tervező Vállalat) főosztályvezető, főmérnök, 1952–53-ban igazgató
- 1953–1957 – Építészeti Tanács Titkársága, majd a jogutód Országos Építésügyi Hivatal Lakó és Középület nagyberuházásaival foglalkozó irodavezető helyettese
- 1958–1960 – BUVÁTI (Budapesti Városépítési Tervező Vállalat) csoportvezető tervezője
- 1960–1971 – TTI (Típustervező Intézet) osztályvezetője, a műszaki irányítást koordináló Műszaki titkárság vezetője

### Egyéb szakmai tevékenysége
- 1946 – Új Építészet Köre alapító tagja[5]
- 1948–1952 – Budapesti Műszaki Egyetem Mezőgazdasági épületek tervezése meghívott előadó és jegyzetek, tankönyvek készítése.
- 1951–1952 – Agrártudományi Egyetem Mezőgazdasági épületek tervezése meghívott előadó és jegyzetek, tankönyvek készítője
- 1964–1972 – Építőipari Tudományos Egyesület Oktatási Bizottságának vezetője
- 1948–1971 – Magyar Építőművészek Szövetségének alapító tagja, vezetőségi tagja
- 1964–1971 – Hazafias Népfront Budapesti Bizottságának (Várospolitikai Bizottság) tagja

## Alkotásai
- 1931 – Megfagyott Muzsikus – karikatúrák
- 1936–1944 – Zászlóalj elhelyezésre szolgáló laktanyák tervezése Baja, Pécs, Perecsény, Borgóprund. Rendőrségi székház, Nagykanizsa
- 1945–1948 – OTI-rendelőintézet, Kecskemét[6]
- 1955–1971 – Alkotók háza Budapest Fiastyúk utca, OTP-társasház Budapest Egyetem utca, Általános iskola Budapest[7]Pasaréti út, nyaralóépületek sorozattervek; „Világos”, „Szeder”

## Elismerései
- 1963 – Építőipar kiváló dolgozója
- 1964 – Alpár-érem II. fokozat
- 1967 – Munka Érdemrend, ezüst fokozat
- 1968 – Oktatásügy Kiváló Dolgozója

## Írásai
- Epülettervezési ismeretek. Ipari és mezőgazdasági épületek. Ideiglenes tankönyv. Budapest, 1950. (Schmidt Ferenccel).
- Mezőgazdasági épületek. A Budapesti Műegyetem építész tagozatának IV. évf. 1. féléves hallgatói részére. Kézirat gyanát. Budapest, 1951.
- Gazdasági építészettan. Agrártudományi Egyetem mezőgazdaságtudományi kar. 1950/1. tanév II. félév. Kézirat gyanánt. Budapest, 1951.